# Eliseu Maria Coroli
Eliseu Maria Coroli (né le 9 février 1900 à Borgonovo Val Tidone, dans la province de Plaisance, en Italie, et mort le 29 juillet 1982 à Bragança do Pará, au Brésil) est un évêque barnabite italien, prélat de la prélature territoriale de Guamá au Brésil de 1940 à 1977.

## Biographie
Né à Castelnovo Val Tidone, hameau de Borgonovo Val Tidone, proche de Plaisance, le 9 février 1900, Eliseu Maria Coroli est ordonné prêtre dans l'Ordre des Barnabites le 15 mars 1924.
Après quelques années de ministère à Plaisance, il est envoyé comme missionnaire dans le sud du Brésil, et, en 1930, dans le territoire de Guamá, dans l'État du Pará.
Nommé prélat de la prélature territoriale de Guamá avec le titre d'évêque titulaire (ou in partibus) de Zama Major (de) le 10 août 1940, il est consacré par les mains du cardinal Benedetto Aloisi Masella le 13 octobre.
Travailleur infatigable, il fonde l'Ordre des sœurs missionnaires de sainte Thérèse,, pour lequel il ajoute à trois vœux canoniques (pauvreté, chasteté, obéissance) la règle de la joie, ce qui lui vaudra le surnom d'évêque de la joie. Cet ordre obtient l'approbation diocésaine en 1976, puis l'approbation pontificale en 1981
Eliseu Maria Coroli crée également sur le territoire de sa prélature des hospices et des écoles élémentaires ainsi que la Radio Educadora, une station de radio destinée à l'alphabétisation des pauvres et des enfants.
Le 5 février 1975, il fait la visite ad limina au Saint-Siège.
Il se retire le 5 février 1977, quatre jours avant d'atteindre ses 77 ans. Le 15 octobre 1979, la prélature est élevée en diocèse, avec le nom de diocèse de Bragança do Pará, et son successeur, premier évêque du nouveau diocèse, Miguel Maria Giambelli, n'étant nommé qu'en avril 1980.
Eliseu Coroli meurt le 29 juillet 1982.
Il est inhumé dans la cathédrale de Bragança[Laquelle ?].

### Béatification
Le 10 août 1996, s'ouvre son procès de béatification[réf. nécessaire].

### Devise épiscopale
« Filiolis pax et gaudium » (« Aux petits enfants, la paix et la joie »)